# جوك بارنز
جوك بارنز (بالإنجليزية: Jock Barnes)‏ هو نقابي نيوزيلندي، ولد في 17 يوليو 1907، وتوفي في 31 مايو 2000.